# Alcis nobilis
Alcis nobilis är en fjärilsart som beskrevs av Alphéraky 1892. Alcis nobilis ingår i släktet Alcis och familjen mätare. Inga underarter finns listade i Catalogue of Life.